# Врабцова-Нывльтова, Эва
Эва Врабцова-Нывльтова (чеш. Eva Vrabcová Nývltová, род. 6 февраля 1986[…], Трутнов) — чешская лыжница и легкоатлетка, бронзовый призёр чемпионата Европы по лёгкой атлетике 2018 года в марафоне, участница трёх зимних Олимпийских игр (2006, 2010, 2014) и двух летних Олимпийских игр (2016, 2020). Универсал, одинаково успешно выступала в лыжных гонках как в спринтерских, так и в дистанционных гонках. Завершила карьеру в лыжных гонках в 2015 году, после чего переключилась на марафонский бег.

## Спортивная биография

### Лыжные гонки
В Кубке мира Нывльтова дебютировала в 2005 году, в ноябре 2007 года первый раз попала в десятку лучших на этапе Кубка мира, в эстафете. За карьеру несколько раз попадала в 10-ку лучших на этапах Кубка мира. Лучшим достижением Нывльтовой в общем итоговом зачёте Кубка мира является 14-е место в сезоне 2013/14.
На Олимпиаде-2006 в Турине, стала 45-й в гонке на 10 км классикой, и 50-й в спринте.
На Олимпиаде-2010 в Ванкувере, стартовала в пяти гонках: 10 км коньком — 54-е место, спринт — 33-е место, дуатлон 7,5+7,5 км — 50-е место, эстафета — 12-е место и масс-старт на 30 км — 39-е место.
На Олимпийских играх 2014 года заняла пятое место в масс-старте на 30 км (проиграла только трём норвежкам и финке), 10-е место в эстафете, 11-е место в скиатлоне и 21-е место в гонке 10 км с раздельным стартом.
За свою карьеру участвовала в шести чемпионатах мира по лыжным видам спорта (2005, 2007, 2009, 2011, 2013, 2015), лучший результат — 9-е место в масс-старте на 30 км на чемпионате мира 2015 года.
В 2014 году заняла 8-е место в общем зачёте Tour de Ski, а через год стала шестой.
Последний раз выходила на старт в Кубке мира в ноябре 2015 года. В феврале 2017 года провела одну гонку в рамках Альпийского кубка, где заняла 22-е место на дистанции 10 км свободным стилем.
Использовала лыжи производства фирмы Madshus.

### Лёгкая атлетика
В 2016 году в Рио-де-Жанейро выступала на летних Олимпийских играх в марафоне (единственная от Чехии) и заняла 26-е место с результатом 2:33:51 (более 9 минут проигрыша призёрам). Среди европейских бегуний Эва показала 10-й результат.
19 мая 2018 года выиграла полумарафон в Карловых Варах с результатом 1:11:54.
В 2018 году стала третьей в марафоне на чемпионате Европы в Берлине, установив национальный рекорд 2:26:31, отстав от чемпионки Ольги Мазурёнок из Белоруссии всего на 9 секунд.
На Олимпийских играх 2020 года в Токио в марафоне сошла на 15-м километре.